# Vase Dewar

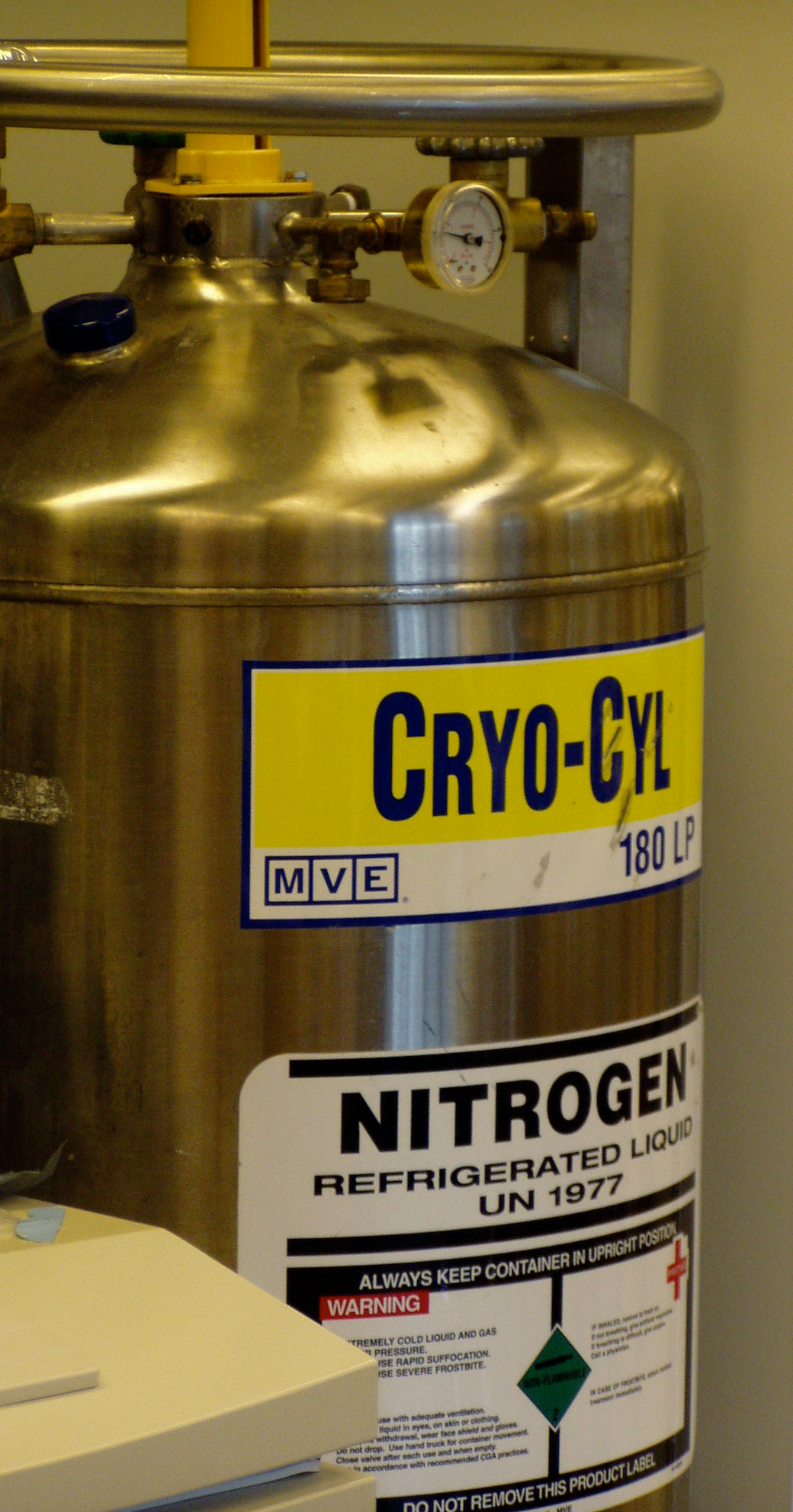
Vase de Dewar.

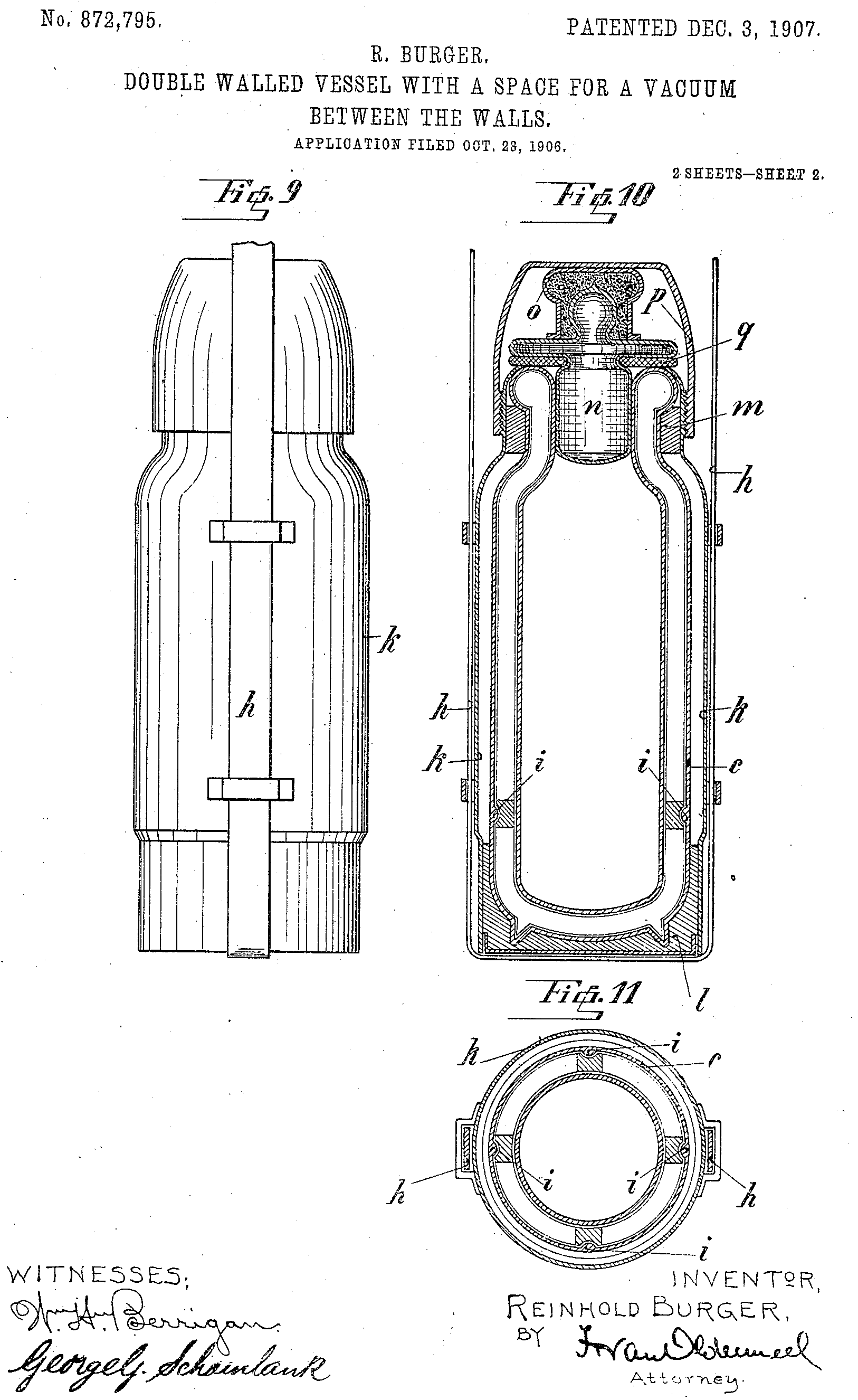
Schéma de principe du vase de Dewar.

Un vase Dewar — ou vase de Dewar ou simplement dewar — est un récipient conçu pour fournir une très bonne isolation thermique. Par exemple, rempli d'un liquide chaud, le vase Dewar ne laissera la chaleur s'échapper que difficilement, et le liquide restera chaud bien plus longtemps que dans un récipient classique. Ce vase doit son nom au physicien écossais Sir James Dewar.
Ce vase se présente sous la forme d'une bouteille en verre ou en métal, en double-couche. Il peut être vu comme deux bouteilles à paroi mince imbriquées l'une dans l'autre. L'espace étroit entre ces deux bouteilles est presque entièrement dépourvu d'air, le quasi-vide empêche conduction et convection de chaleur.
La surface intérieure de la bouteille externe et la surface externe de la bouteille intérieure ont un enduit réfléchissant métallique ou semblable pour empêcher la chaleur d'être transmise par rayonnement. Dewar a employé de l'argent à cette fin.  
Le vase Dewar est communément utilisé dans les laboratoires pour stocker de l'azote liquide. L'excellente isolation du vase Dewar se traduit par une très lente « ébullition » de l'azote. Celui-ci reste ainsi plus longtemps à l'état liquide sans besoin d'un coûteux équipement de réfrigération.
La bouteille isotherme servant à conserver au chaud (ou au froid) toutes sortes de liquides utilise le même principe que le vase Dewar. Ce vase étant fragile et cher de par sa conception, d'autres concepts à base de métal isolant ou de plastique sont apparus sur le marché.

## Galerie d'images

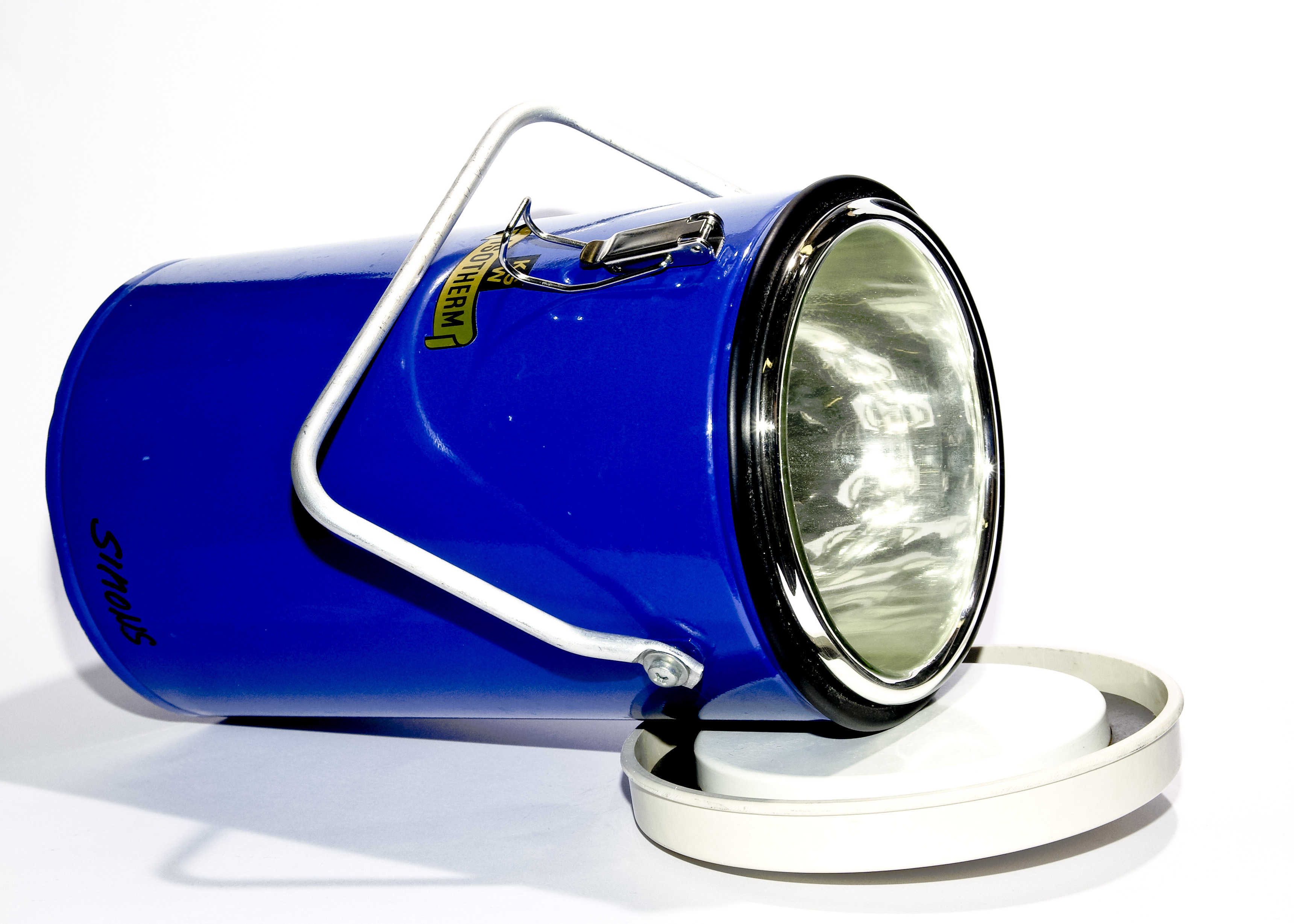
Petit dewar de laboratoire.
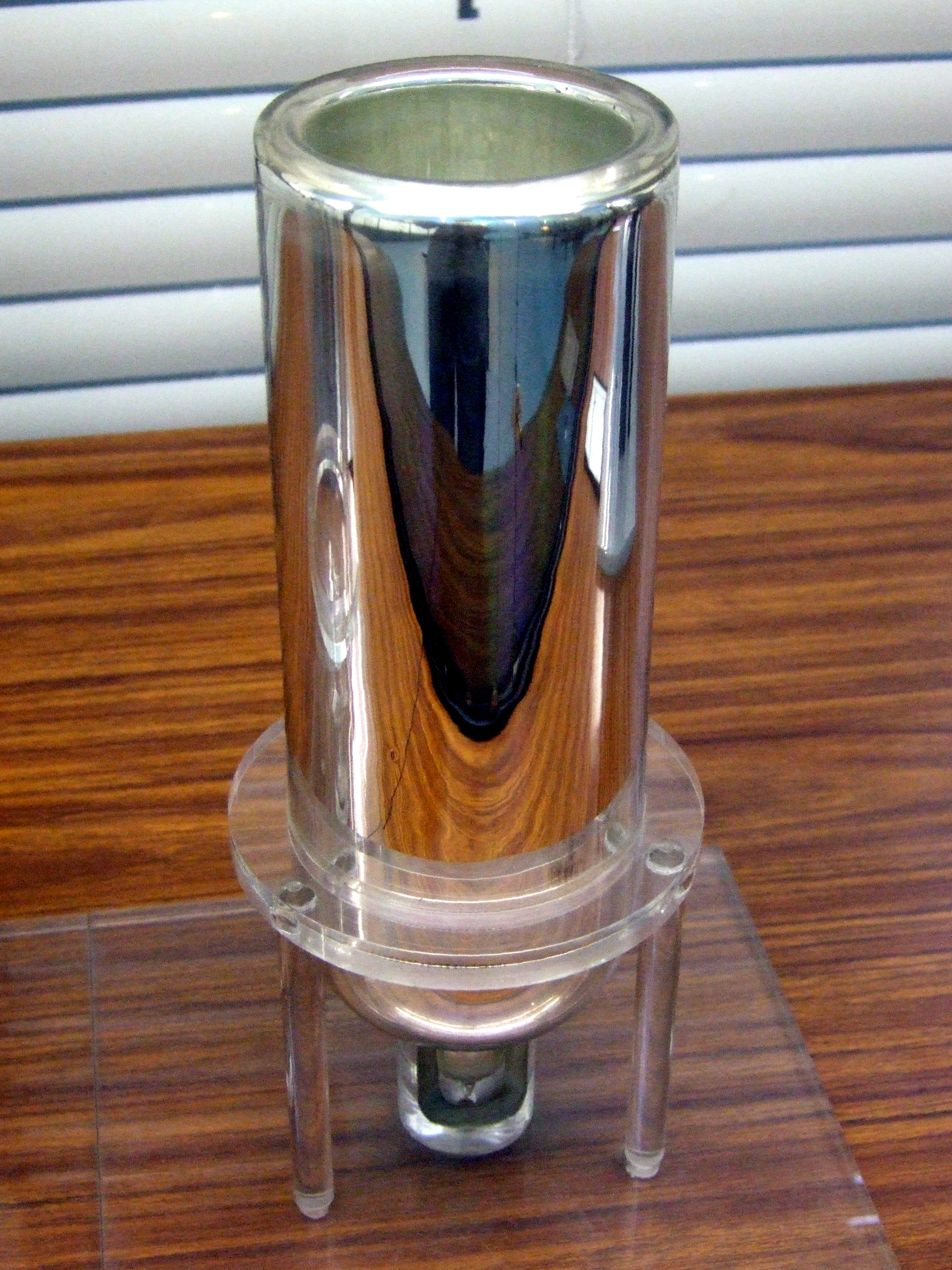
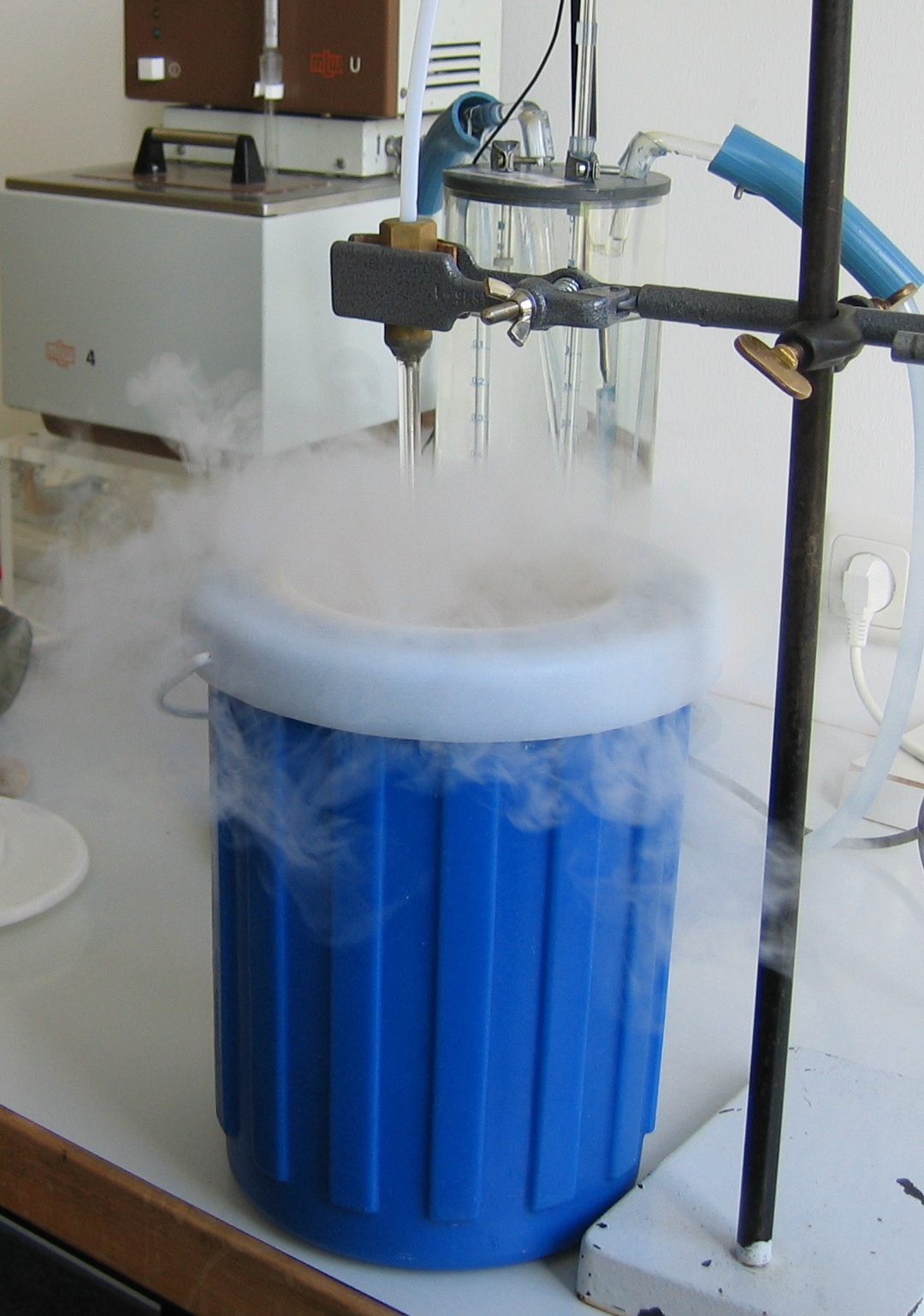
Empli d'azote liquide.